# Great Transporter Ryuji
Great Transporter Ryuji (GT-R: ジーティー・アール?) è un manga spin-off di Great Teacher Onizuka, scritto e disegnato da Tōru Fujisawa, pubblicato sulla rivista Weekly Shōnen Magazine nel 2012 e raccolto in un volume unico. In Italia è stato pubblicato da Dynit il 16 novembre 2013.

## Sinossi
Ryuji Danma, ex teppista e grande amico di Eikichi Onizuka, gestisce un negozio di motociclette. Autoproclamatosi "pilota più veloce della città", finirà nei guai a causa della sexy teenager Mimon Ishikawa.

## Pubblicazione
| Nº | Data di prima pubblicazione | Data di prima pubblicazione | Data di prima pubblicazione | Data di prima pubblicazione |
| Nº | Giapponese                  | Giapponese                  | Italiano                    | Italiano                    |
| -- | --------------------------- | --------------------------- | --------------------------- | --------------------------- |
| 1  | 16 novembre 2012            | ISBN 978-4-06-384758-1      | 16 novembre 2013            | ISBN 978-8882132248         |